# Argilly
Argilly é uma comuna francesa na região administrativa da Borgonha-Franco-Condado, no departamento de Côte-d'Or. Estende-se por uma área de 35 km². Em 2010 a comuna tinha 538 habitantes (densidade: 15,4 hab./km²).